# Igor Nikolayevich Alexeyev (cầu thủ bóng đá)
Igor Nikolayevich Alexeyev (tiếng Nga: И́горь Никола́евич Алексе́ев; sinh ngày 23 tháng 10 năm 1984) là một cầu thủ bóng đá người Nga. Anh thi đấu cho F.K. Dynamo-2 Sankt Peterburg.